# 기름

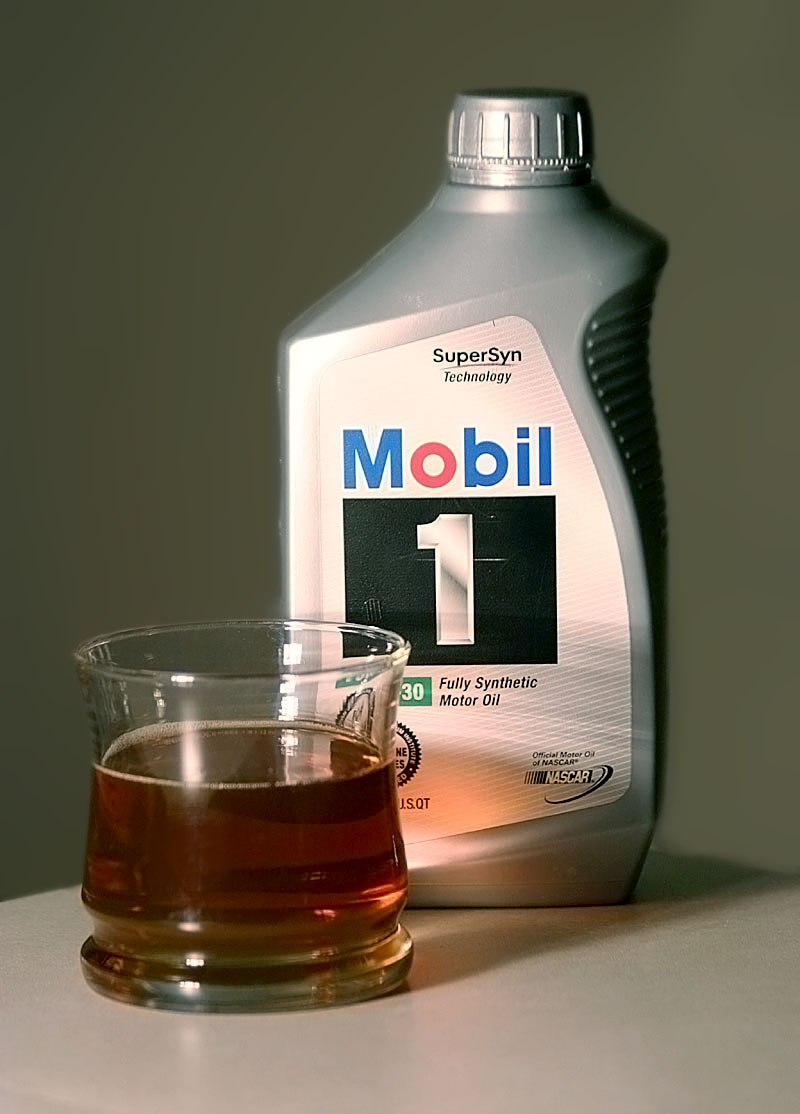
신서릭(Synthetic) 자동차 기름

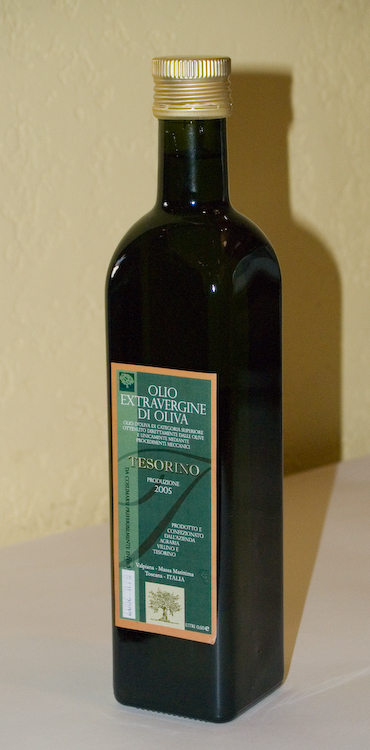
천연 올리브 기름

기름, 유(油), 오일(oil)은 동식물, 광물 등에서 얻을 수 있고 물과 섞이지 않는 가연성 물질이다.
상온에서 액체 기름과 고체 기름으로 구분짓는 경우도 있다. 용도는 식용, 연료용(주로 난방이나 자동차나 비행기 등 이동 수단 전용), 윤활유, 산업용 등으로 나눌 수 있다. 식물 기름이나 물고기의 기름 등에는 불포화 지방산이 많이 포함되고, 상온에서 고체인 고기의 지방 등에는 포화 지방산이 많이 포함되어 있다. 이 두 가지를 통틀어 유지(oils and fats)라고 일컫는다.
불포화 지방산과는 탄소사슬에 이중 결합이나 삼중 결합을 가지며, 알파 리놀 렌산, DHA, EPA로 대표되는 오메가3(n-3계)가 있다. 리놀산, γ-리놀 렌산, 아라키돈산으로 대표되는 오메가6(n-6계)가 있다. 올레인산으로는 오메가9(n-9계)가 있다. 포화 지방산과는 탄소사슬에 이중 결합 혹은 삼중 결합을 가지지 않는 것으로, 팔미틴산, 스테아린산 등이 있다.
식물로부터 정제된 휘발성의 정유는 가볍게 물에 뜨는 것부터 기름이라고 일컫지만 지방산을 포함하지 않는 유지와는 구별된다. 더불어 석유 등의 광물에서 나온 휘발성 물질(경유, 등유 등)도 유지와는 구별된다.
한국의 유지 소비량은 25만 t 이상으로 그 중 우지·돈지·야자유·대두유·유채유·미강유·피마자유·팜유·아마인유 등이 대부분을 차지한다. 유채유·미강유 이외의 것은 수입하고 있다. 용도는 식용과 공업용이며, 공업용은 비누용·도료용·화장품원료·윤활유·의약용 등이다. 불포화유와 피마자유를 황산으로 처리한 황산화유는 농약과 유화제 등 계면활성제공업과 관계된다. 유지는 포마드 등의 원료로 화장품공업에도 널리 이용되고 있다. 유지의 가수분해 등으로 얻은 글리세롤과 지방산은 비누공업·고급 알코올 제조·다이너마이트 제조·합성수지 제조공업에 이용되고 있다.

## 대표적인 기름

### 식물성
- 콩기름
- 옥수수 기름
- 쇼트닝
- 마가린
- 참기름
- 해바라기유
- 동백유
- 팜유
- 올레인유
- 코코넛기름
- 포도씨유
- 겨자씨유
- 들기름
- 호두유
- 올리브유
- 아몬드유
- 헤이즐넛유
- 원두커피유
- 방향유

### 동물성
- 버터
- 두꺼비 기름
- 돌고래 기름
- 밍크 기름
- 노른자 기름
- 돼지 기름
- 쇠기름

### 광물성
- 석유
- 호박 기름
- 베이비 오일
- 광물 왁스
- 석유 왁스
- 실리콘 기름

## 목적

### 요리
- 튀김 기름

### 연료 및 난방
- 석유

### 미용
- 동백 기름
- 콜드 크림

### 공업
- 윤활유
- 베어링 기름
- 터빈 기름
- 실린더 기름
- 발전기 기름
- 스핀들 기름
- 엔진 기름
- 절연 기름
- 실리콘 기름

## 같이 보기
- 지방
- 필수 지방산
- 제유
- 정유
- 납
- 파라핀
- 비누
- 트리그리세리드
- 바니스
- BTEX
- 페트로달러(오일 달러)